# Augelweiher
Der Augelweiher ist ein künstlicher See bei Dietenhausen im bayerischen Landkreis Bad Tölz-Wolfratshausen.

## Beschreibung
Der See liegt auf etwa 740 m ü. NHN versteckt im Dietenhauser Wald. Auf der bayrischen Uraufnahme ist der Weiher noch nicht vorhanden.